# Løkken
Løkken er en by i Vendsyssel med 1.669 indbyggere  (2025), beliggende ved Jammerbugten 15 km vest for Vrå, 26 km nord for Aabybro og 21 km sydvest for Hjørring. Byen hører til Hjørring Kommune og ligger i Region Nordjylland. Byen var oprindeligt et fiskerleje, der fik succes med skudehandel, men den er i dag en travl turist- og ferieby.

## Sogn og kirker
Løkken hører til Løkken-Furreby Sogn. Furreby Kirke er en lille romansk kirke uden tårn. Den ligger nord for selve Løkken i den tidligere landsby Furreby, der nu er et sommerhusområde og vokset sammen med Løkken. Løkken Kirke blev opført midt i byen i 1898. Men den første kirke i selve Løkken var Metodistkirken, der blev opført i 1882. Metodistmenigheden i Løkken blev nedlagt i 2012, da der kun var 4 medlemmer tilbage.

## Geografi
Løkken ligger i den sydlige ende af Lønstrup Klint, der strækker sig 15 km mod nord til Lønstrup og har sit højeste punkt på Rubjerg Knude 60 m o.h. Her står Rubjerg Knude fyr, som var kommet faretruende tæt på skrænten og blev flyttet 80 meter længere ind i landet 22. oktober 2019.
Mod syd er den 19 km lange og meget brede strand åben for bilkørsel året rundt helt til Rødhus med nedkørsler undervejs i Blokhus, Grønhøj og Saltum. Bag stranden er flere områder i klitlandskabet mellem Løkken og Rødhus fredede.
Børglum Kloster, der nu er museum, ligger 5 km øst for Løkken på en bakke med vid udsigt.

## Turisme
Hotel Løkken Strand er opført i en skolebygning fra 1926 og har 16 værelser. Løkken har 3 campingpladser, 3 B&B huse samt mange sommerhuse og ferielejligheder til udlejning.
Der er kun få fiskere tilbage i Løkken, men fiskermiljøet eksisterer endnu med mole, bådeplads, fare- og signalmast, sømærke, tjæreplads og redningshus, der nu rummer Kystfiskerimuseet med redningsbåden fra 1944. Løkken Museum, der er indrettet i en skudeskippers hus fra 1860, skildrer skudehandelen og badelivet med de karakteristiske badehuse, der bliver sat ud på stranden om sommeren. Løkken Miniby er en forening, der er ved at bygge en kopi af Løkken år 1900 i målestok 1:10.
I disse år arbejdes der på at skabe en bredere funderet turisme i byen, så der sker en spredning ud over hele året. Et stærkt lokalt netværk er opstået i byen på tværs af institutioner, erhvervsliv, foreninger og aktive borgere. Her arbejdes der på flere fronter:
- fastholdelse af de eksisterende borgere gennem kvalitetsløft bredt i byen
- en aktiv bosætningspolitik, der i starten af 2020´erne spås til en befolkningstilvækst omkring 15%
- en attraktiv helårsturismepolitik, der inddrager helt nye fokusområder
- at udvikle sig til en attraktiv minikongresby med muligheder for gæstebesøg over flere dage året rundt.

Til styrkelse af dette arbejde er der skabt et nyt netværk i byen: løkken.dk. "

## Faciliteter
- Løkken Undervisningssted som en del af Løkken-Vrå Skole har 211 elever, fordelt på 0.-9. klassetrin.[6]
- Løkken Familiecamping[7]
- Hyttefadet er en institution med plads til 60 børn i alderen 0-6 år.[8]
- Løkken Idrætscenter & Hostel har svømmehal, motionscenter og sportshal. Svømmeklubben Sømærket holder til i den nyistandsatte svømmehal.[9]
- Idrætsforeningen GVL Løkken er stiftet i 1967 ved sammenslutning af Løkken Idrætsforening, Gølstrup Boldklub og Vittrup Idrætsforening. Den tilbyder håndbold og badminton i sportshallen samt fodbold.[10]
- Løkken har flere supermarkeder, bagere, slagter og et turistbureau.

## Historie
Løkken – dengang benævnt Løchen – er grundlagt i 1678, hvor det første hus blev bygget på Furrebys indhegnede mark. Husets beboere havde krohold og handlede med nordmændene, men havde ikke selv skuder. I 1715 var der 15 huse på stedet, og nu begyndte skippere at bosætte sig der. Derefter udviklede byen sig til en vigtig ladeplads for handelen mellem Vendsyssel og Sydnorge, hvor korn, smør og kød blev byttet med træ og jern. Der findes stadig pakhuse fra denne skudehandel, der varede til omkring 1900.
I 1875 beskrives Løkken således: "Ladepladsen Løkken, hvor der er Toldoppebørselscontrolsted, Redningsstation og en privat Skole...har 87 Huse...Fra Løkken drives en betydelig Handel, især på England og Norge med grove Varer og Korn; der findes, foruden flere Kjøbmænd, endeel på Landet ikke almindelige Håndværkere, som Farvere, hvoraf en driver et Dampfarveri, Bagere, Sadelmagere, Snedkere, Jernstøbere, Garvere, Pottemagere o. fl. Byen har for en stor Deel teglhængte Huse, hvoriblandt er flere store Pakhuse, et betydeligt Dampbrænderi og et Teglværk, og seer ud som en Kjøbstad; dog ligge mange stråtækte Huse derimellem og Gader findes ikke." På det høje målebordsblad fra 1800-tallet bruges stavemåden Lykken.
I 1901 beskrives Løkken således: "Ladepladsen og Fiskerlejet Løkken — 1. Febr. 1890: 164 Huse og 1067 Indb. (1801: 217, 1840: 445, 1860: 627, 1880: 815) — med Kirke, Metodistkirke, Realskole, Privatskole, Apotek, Lægebolig, Alderdomsbolig (opr. af Understøttelsesforeningen af 1888, med et Hus til 2 trængende Familier), Sparekasse (opr. 11/12 1871...Antal af Konti 1188), Gæstgiveri, Badehotel, Købmandsforretn., Jærnstøberi, Markedsplads (Marked i Apr. og Okt.), Redningsstation (opr. 1882), Fare- og Signalstation for Fiskere, Toldassistentstation, Kysttelegrafstation, Telegraf- og Telefonstation samt Postekspedition. Stedet skal være Station paa den paatænkte Aabybro-Hjørring Bane...Efter Fiskeriberetn. var der i Aaret 1897-98 i Løkken 180 Fiskere, der
fiskede fra 26 aabne Havbaade og 70 mindre Baade...(særlig Torsk og Kuller)."
Løkken Badehotel var oprindeligt en skudehandlergård fra omkring 1840. Badehotellet fungerede fra 1895 til 1985, hvor det blev overtaget af et aktieselskab, der restaurerede og moderniserede det. Nu består det af 29 ferielejligheder.

### Stationsbyen
Løkken havde den største mellemstation på Hjørring-Løkken-Aabybro Jernbane, også kaldet Løkkenbanen (1913-63). Stationen havde vandkran til damplokomotiverne og 4 gennemgående spor foran stationsbygningen, heraf 2 perronspor. Krydsningssporet var på 246 meter, og øst for stationsbygningen var der separat læssespor på 143 meter. Fra spor 4 gik et stikspor til drejeskive og tosporet lokomotivremise, fordi Løkken ofte var endestation for aftentogene.
Transport af fisk og kørsel med badegæster blev vigtige indtægtskilder for banen. Jernbanen gav et stort opsving i byens turisme, for nu kunne man tage på endagsudflugt med gennemgående tog fra Aalborg til badestranden ved Løkken. Der kørte særlige badetog med op til 20-30 vogne. Banen anskaffede til dette formål 16 bænkevogne, dvs. lukkede godsvogne, der kunne forsynes med bænke og fungere som 3. klasses personvogne. Senere kørte der mange udflugtstog fra Aalborg med bl.a. folkepensionister. Løkkenbanen koblede så Fjerritslev-Frederikshavn Jernbanes vogne på i Aabybro og kørte dem til Løkken, evt. Hjørring. I sydgående tog var det ofte kun en lille togdel, der fortsatte helt til Aabybro, resten blev koblet af og stod på et sidespor i Løkken til hjemrejsen – samtidig havde man så husly til badegæsterne, der i tilfælde af dårligt vejr søgte til stationen.
Under 2. verdenskrig brugte tyskerne banen meget til at køre materialer til befæstningen af den jyske vestkyst. Lidt nord for Løkken anlagde tyskerne Furreby Kystbatteri, der stadig ses som en lang række bunkere på stranden. Mellem stationen og stranden blev der anlagt en smalsporsbane, som er indtegnet på det lave målebordsblad.
Stationsbygningen, der var tegnet af Sylvius Knutzen, blev forlænget i 1944 og er bevaret på Harald Fischers Vej 8. I den sydøstlige ende af byen er 2 km af banens tracé bevaret som grusvejen Åsendrup Banesti forbi Løkken Golfklub.
Løkken var i perioder den 3. største fiskerby ved Vestkysten. Omkring 1950 var der omkring 50 både, der blev trukket op på stranden.

### Kommunen
Løkken var indtil kommunalreformen i 2007 en af hovedbyerne i Løkken-Vrå Kommune, der blev dannet ved kommunalreformen i 1970 med kommunesæde i Vrå.
Nu er Løkken én ud af 5 såkaldte stjernebyer i Hjørring Kommune. Byen er spået en befolkningstilvækst på over 15% de kommende år som den hurtigst voksende by i Hjørring Kommune. Bl.a. det relativt nye surfermiljø ved Løkken Mole tiltrækker børnefamilier, der ønsker nærhed til fremragende surfermuligheder.

## Galleri
- Løkken mole
- Strandhuse
- Bunkers på stranden
- Fare- og signalstation
- Kystfiskerimuseet
- Det gamle Løkken Vandtårn (de)
- Løkken Miniby